# Henry Jerome
Henry Jerome Pasnik, artiestennaam Henry Jerome, (New York, 12 november 1917 - Plantation, Florida, 23 maart 2011) was een Amerikaans trompettist, bigband-leider, componist, arrangeur en producer.

## Biografie
Jerome groeide op in Norwich en studeerde trompet, compositie en arrangement aan de Juilliard School of Music. Ook studeerde hij later economie. Vanaf het midden van de jaren dertig tot eind jaren veertig leidde hij in verschillende bezettingen een orkest, waarmee hij speelde op schepen van de Cunard Line, in hotels en ballrooms. Een van de plekken waar hij veel optrad was de Green Room van het New Yorkse Edison Hotel, waar hij op een gegeven moment regelmatig speelde voor ABC-Radio, in het programma Dinner at the Green Room. De muziek was volgens veel critici ondermaats, maar Jerome kreeg in de jaren dertig en begin jaren veertig genoeg werk. In 1944 kwam hij echter met een vernieuwd orkest dat een verrassend nieuw geluid bracht: bebop, muziek die alleen door enkele kleine 'zwarte' bands werd gespeeld, door mannen als Dizzy Gillespie en Charlie Parker. De bebop-inbreng was te danken aan de later beroemd geworden componist Johnny Mandel. Jerome had er veel succes mee. Hij speelde bijvoorbeeld in een groot restaurant onder Paramount Theater voor de radio en het zat er altijd vol, ook met musici. Het orkest had dan ook invloed op de jazzwereld. 
In zijn orkest zaten mensen die later op een ander terrein beroemd zijn geworden: klarinettist Alan Greenspan werd later voorzitter van de Federal Reserve, saxofonist Leon Garment werd adviseur van president Richard Nixon en Larry Rivers werd popart-kunstenaar. Ook andere bekende musici zaten ooit in zijn orkest, waaronder Al Cohn, Gene Roland en Tiny Kahn, musici en arrangeurs die op hun beurt weer het geluid van andere bands beïnvloedden. Zangers bij Jerome waren David Allen, Frank Warren en (later) Kay Carlton.
Jerome's band had weliswaar succes, maar was niet succesvol in commercieel opzicht. Eind jaren veertig werd het orkest opgedoekt en Jerome werd muzikaal directeur bij Decca, waar hij onder andere een studio-orkest vormde. Met deze band nam hij, geïnspireerd door een serie albums van Enoch Light ("Persuasive Percussion") een serie albums op onder de titel "Brazen Brass". Hierop experimenteerde hij met het stereo-geluid. De platen waren zeer succesvol (enkele haalden de top tien). In totaal nam hij negen van die albums op, naast meer zoete platen zoals "Vocal Velvet". In 1959 werd hij A&R-directeur bij Coral Records en kreeg daar te maken met rockabilly-zanger Johnny Burnette en bijvoorbeeld Lenny Dell & the Dimensions. In de jaren zestig bracht hij nog een Brazen Brass-achtig album uit op United Artists en schreef hij voor enkele tv-shows. In 1970 produceerde hij met Phil Ramone het met een Grammy bekroonde musical-album Promises, Promises.

## Discografie
- The Henry Jerome Orchestra: 1944-1945 (radio-opnames)
- Henry Jerome and His Orchestra, Circle
- Memories of Hal Kemp, Roulette, 1957
- Hello Nice People, Roulette
- Designed For Dancing, MGM
- Designed For Dancing Vol. 2, MGM
- Brazen Brass, Decca, 1960
- Brazen Brass Plays Songs Everybody Knows, Decca
- Brazen Brass Brings Back the Bands, Decca
- Brazen Brass Features Saxes, Decca
- Brazen Brass Zings the Strings, Decca
- Brazen Brass Goes Hollywood, Decca
- Brazen Brass Goes Latin!, Decca, 1962
- Strings in Dixieland, Decca
- Brazen Brass: New Sounds in Folk Music, DEcca
- Vocal Velvet, Decca, 1963
- That New Country Feeling, Decca, 1964
- Henry's Trumpets, United Artists
- American Gold, United Artists
- Christmas and Other Precious Memories, Circle, 2009
- Brazen Brass: Four Complete Albums (op cd), Jasmine records, 2012